# Deus sive Natura
Deus sive Natura (letteralmente "Dio ossia la Natura") è un'espressione latina che, nell'ambito della riflessione metafisica, cosmologica, teologica ed etica del filosofo Baruch Spinoza, sta a significare l'identità di Dio, inteso come la sostanza infinita da cui tutti gli enti dipendono per la loro esistenza e per la loro essenza, e la Natura, intesa come l'insieme di tutto ciò che esiste, cioè la sostanza e tutti i suoi attributi e le sue modificazioni.
La locuzione, anche nella variante Deus seu Natura, ricorre in diversi passi della quarta parte (Della schiavitù umana, ossia delle forze degli affetti) del capolavoro di Spinoza, l'Etica dimostrata con metodo geometrico.

## Dio e la Natura nella metafisica spinoziana
Nella prima parte dell'Etica, che è strutturata secondo un modello assiomatico-deduttivo d'ispirazione euclidea, Spinoza definisce la sostanza come ciò che è in sé (cioè è ontologicamente autonomo) e che è concepito per sé (cioè non necessita di altro per mezzo del quale debba essere conosciuto) e definisce l'attributo come ciò che rende conoscibile una sostanza all'intelletto (in modo che, per esempio, il pensiero e l'estensione sono i due attributi che rendono conoscibili all'intelletto umano le idee e i corpi). L'autore dimostra poi che la sostanza, causa di se stessa in virtù della sua totale autosufficienza, è unica e infinita e coincide con Dio, a sua volta definito come la sostanza assolutamente infinita che è espressa da infiniti attributi.
Gli enti finiti, cioè gli oggetti individuali, sono caratterizzati dal fatto di non esistere in sé e di non essere conoscibili per sé: essi sono infatti modificazioni finite (mediate da modificazioni infinite) della sostanza, che quindi sono in altro da sé (nella sostanza) e sono concepite per mezzo di altro da sé (per mezzo della sostanza).
Con ciò Spinoza annulla la distanza che, nella tradizione teologica e filosofica giudaico-cristiana, esiste tra Dio e il mondo che Dio crea: a un Dio che è causa trascendente del mondo se ne sostituisce uno che è causa immanente, poiché:
(Baruch Spinoza, Etica, parte I, prop. 15. Trad. it. Emilia Giancotti.)
Tra Dio e la Natura, comunque, non c'è un'identità perfetta, o almeno non un'identità incondizionata. In senso stretto infatti l'essenza di Dio è la sostanza con i suoi attributi (Natura naturans), mentre l'insieme delle modificazioni, finite o infinite, della sostanza tramite gli attributi (Natura naturata) deriva dall'essenza di Dio ma non è la stessa essenza di Dio.
(Baruch Spinoza, Etica, parte I, scolio prop. 29. Trad. it. Emilia Giancotti.)
I modi, finiti e infiniti, sono dunque in Dio e derivano dalla sua essenza, mentre la sostanza e gli attributi sono propriamente Dio e sono la sua essenza.

## Il panteismo di Spinoza
La considerazione spinoziana di Dio e della Natura, con l'affermazione di un radicale immanentismo, ha portato diversi commentatori a parlare in proposito di panteismo, e alcuni addirittura a considerare l'espressione Deus sive Natura «lo slogan del panteismo di Spinoza».
È stato tuttavia sottolineato anche che, se pure si può parlare di panteismo in riferimento alla metafisica di Spinoza, è comunque in un senso sostanzialmente diverso da quello tradizionale tipico di altre concezioni filosofiche, proprio perché in Spinoza (stante la distinzione tra Natura naturante e Natura naturata) Dio non si identifica con ogni singola parte della natura, bensì con la sostanza unica, infinita ed eterna da cui tutte le cose dipendono senza che dipenda essa stessa dalle cose.
Spinoza era convinto che il suo modo di intendere Dio fosse l'unico veramente legittimo, e che tutte le concezioni provvidenzialistiche di un Dio antropomorfo, libero e buono, derivassero dalla superstizione e dall'immaginazione. Tuttavia egli fu accusato, da Pierre Bayle e poi da altri, di aver modificato il senso della parola "Dio" fino a tradirlo completamente e di essere quindi, di fatto, un ateo. In difesa di Spinoza contro l'imputazione di ateismo, contro l'accusa cioè di aver identificato Dio con la Natura in un panteismo incompatibile con una nozione ben intesa di Dio, accorse più tardi Georg Wilhelm Friedrich Hegel. Secondo Hegel Spinoza, lungi dal negare Dio, aveva divinizzato l'intero cosmo, e l'errore di cui si era macchiato era da chiamare piuttosto "acosmismo" che "ateismo". Si trattava infatti di una negazione radicale dell'autonomia della Natura rispetto a Dio, del quale essa costituirebbe solo un insieme di modificazioni; il che non era che una riaffermazione dell'unicità della sostanza divina, rispetto alla quale la Natura non è eterogenea. Hegel, che pure considerò lo spinozismo il necessario esordio di ogni filosofia, rimproverò quindi a Spinoza il fatto di non aver trovato una dialettica capace di superare i due momenti dell'affermazione e della negazione e di non aver saputo, quindi, garantire l'autonomia e dinamicità del finito (privato della sua realtà individuale in quanto esistente in altro da sé e pensato per mezzo di altro da sé) rispetto all'infinità statica della sostanza divina.